# 디케이터군 (앨라배마주)
디케이터군 또는 디케이터 카운티(Decatur County)는 미국 앨라배마주에 위치한 과거의 군이다. 군청소재지는 우드빌이다. 1821년 12월 17일 앨라배마주 입법부에 의해 설립되었다.